# Szőlőskei Tímea
Szőlőskei Tímea (Hatvan, 1974. január 23. –) magyar színésznő.

## Életpályája
1974-ben született Hatvanban, később családjával Budapestre költöztek. Az Arany János Színház majd az Új Színház stúdiójában tanult, mivel nem vették fel a Színház- és Filmművészeti Egyetemre. 1995-ben a West Side Story című előadás válogatójára jelentkezett Szolnokra, ahol sikerrel járt.
1995-2000 között a szolnoki Szigligeti Színház tagja, majd 2000-2001 között szabadúszó. Szolnoki évei alatt Törőcsik Mari közreműködésére "Színész I." minősítést kapott. 2001-2012 között a Budapesti Kamaraszínház tagja, majd 2012-től ismét szabadúszó. 2012-től rendszeresen szerepel a Játékszín és a Vidám Színpad előadásaiban. A színészkedés mellett szinkronizál és reklámszerepeket is vállal.

## Filmes és televíziós munkái
- A parkolóban (2020) ...Adél
- Mintaapák (2019)
- Munkaügyek (2012) ...Pedikűrös
- Szőke kóla (2005)
- Csak szex és más semmi (2005) ...Asszisztens

## Díjai és kitüntetései
- Kránitz Lajos-díj (2016)[3]